# Lista chorążych reprezentacji Belize na igrzyskach olimpijskich
Lista chorążych reprezentacji Belize na igrzyskach olimpijskich – lista zawodników i zawodniczek reprezentacji Belize, którzy podczas ceremonii otwarcia nowożytnych igrzysk olimpijskich nieśli flagę narodową.

## Chronologiczna lista chorążych
| Lp. | Rok i miejsce     | Chorąży           | Dyscyplina    |
| --- | ----------------- | ----------------- | ------------- |
| 1   | 1968, Meksyk      | b.d.              | b.d           |
| 2   | 1972, Monachium   | Gimore Hinksen    | –             |
| 3   | 1976, Montreal    | b.d.              | b.d.          |
| 4   | 1984, Los Angeles | Lindford Gillitt  | Kolarstwo     |
| 5   | 1988, Seul        | b.d.              | b.d.          |
| 6   | 1992, Barcelona   | b.d.              | b.d.          |
| 7   | 1996, Atlanta     | Eugène Muslar     | Lekkoatletyka |
| 8   | 2000, Sydney      | Emma Wade         | Lekkoatletyka |
| 9   | 2004, Ateny       | Emma Wade         | Lekkoatletyka |
| 10  | 2008, Pekin       | Jonathan Williams | Lekkoatletyka |
| 11  | 2012, Londyn      | Kenneth Medwood   | Lekkoatletyka |
| 50  | 2016, Rio         | Brandon Jones     | Lekkoatletyka |